# Santuario di Giunone
Il santuario di Giunone presso Gabii è un santuario a terrazza realizzato nel 150 a.C. dedicato alla dea Giunone, lungo la via Prenestina, di cui sono state rinvenute le fondamenta.

## Descrizione
Il santuario è costruito in lapis gabinus, una pietra della zona, usata anche a Roma in periodo repubblicano. Il santuario è stato scavato negli anni 1960-70 dalla Scuola spagnola di Roma.
Il santuario è circondato da una triplice porticus a ferro di cavallo, che comprendeva alcuni edifici, forse botteghe. Nello spazio ci sono alcune fosse che ospitavano il bosco sacro. Il tempio vero e proprio ha la forma di un periptero sine postico (con colonne lungo i lati, ma non sul retro) con l'altare nella parte anteriore. Il tempio  è posto su un alto podio e presentava sei colonne nella fronte e sei nei due lati. Una cavea serviva ad accogliere tutti i fedeli che andavano a visitare il tempio. Gli spazi tra una colonna e l'altra  richiamano lo stile greco di Ermodoro di Salamina, che si ritiene abbia lavorato a quest'architettura.